# Wereldbeker noordse combinatie 2024/2025
De wereldbeker noordse combinatie 2024/2025 ging van start op 29 november 2024 in het Finse Kuusamo en eindigde op 23 maart 2025 in het Finse Lahti.
Vorig seizoen wonnen de Noor Jarl Magnus Riiber en de Noorse Ida Marie Hagen wonnen afgelopen seizoen het wereldbekerklassement.

## Mannen

### Kalender
| Datum                                                                                       | Plaats      | Detail                     | Eerste             | Tweede             | Derde              |
| ------------------------------------------------------------------------------------------- | ----------- | -------------------------- | ------------------ | ------------------ | ------------------ |
| Ruka Tour                                                                                   |             |                            |                    |                    |                    |
| 29/11/2024                                                                                  | Kuusamo     | HS142 + 7,5 km compact     | Jarl Magnus Riiber | Vinzenz Geiger     | Julian Schmid      |
| 30/11/2024                                                                                  | Kuusamo     | HS142 + 10 km Gundersen    | Johannes Rydzek    | Julian Schmid      | Vinzenz Geiger     |
| 01/12/2024                                                                                  | Kuusamo     | 10 km (massastart) + HS142 | Vinzenz Geiger     | Jarl Magnus Riiber | Manuel Faißt       |
| 07/12/2024                                                                                  | Lillehammer | HS98 + 10 km Gundersen     | Jarl Magnus Riiber | Julian Schmid      | Jarl Magnus Riiber |
| 08/12/2024                                                                                  | Lillehammer | HS140 + 7,5 km compact     | Vinzenz Geiger     | Julian Schmid      | Johannes Lamparter |
| 20/12/2024                                                                                  | Ramsau      | 10 km (massastart) + HS96  | Jarl Magnus Riiber | Jens Lurås Oftebro | Kristjan Ilves     |
| 21/12/2024                                                                                  | Ramsau      | HS96 + 10 km Gundersen     | Vinzenz Geiger     | Ilkka Herola       | Julian Schmid      |
| 18/01/2025                                                                                  | Schonach    | HS100 + 10 km Gundersen    |                    |                    |                    |
| 19/01/2025                                                                                  | Schonach    | HS100 + 7,5 km compact     |                    |                    |                    |
| Nordic Combined Triple                                                                      |             |                            |                    |                    |                    |
| 31/01/2025                                                                                  | Seefeld     | 10 km (massastart) + HS109 |                    |                    |                    |
| 01/02/2025                                                                                  | Seefeld     | HS109 + 7,5 km compact     |                    |                    |                    |
| 02/02/2025                                                                                  | Seefeld     | HS109 + 10 km Gundersen    |                    |                    |                    |
| 07/02/2025                                                                                  | Otepää      | 10 km (massastart) + HS97  |                    |                    |                    |
| 08/02/2025                                                                                  | Otepää      | HS97 + 10 km Gundersen     |                    |                    |                    |
| 09/02/2025                                                                                  | Otepää      | HS97 + 10 km compact       |                    |                    |                    |
| 26 februari tot en met 9 maart: Wereldkampioenschappen noordse combinatie 2025 in Trondheim |             |                            |                    |                    |                    |
| 15/03/2025                                                                                  | Oslo        | HS134 + 10 km Gundersen    |                    |                    |                    |
| 16/03/2025                                                                                  | Oslo        | HS134 + 7,5 km compact     |                    |                    |                    |
| 22/03/2025                                                                                  | Lahti       | HS130 + 10 km Gundersen    |                    |                    |                    |
| 23/03/2025                                                                                  | Lahti       | HS130 + 10 km Gundersen    |                    |                    |                    |

## Vrouwen

### Kalender
| Datum                                                                                       | Plaats      | Detail                    | Eerste          | Tweede               | Derde                |
| ------------------------------------------------------------------------------------------- | ----------- | ------------------------- | --------------- | -------------------- | -------------------- |
| 06/12/2024                                                                                  | Lillehammer | HS98 + 5 km Gundersen     | Ida Marie Hagen | Gyda Westvold Hansen | Lisa Hirner          |
| 07/12/2024                                                                                  | Lillehammer | HS98 + 5 km compact       | Ida Marie Hagen | Nathalie Armbruster  | Gyda Westvold Hansen |
| 20/12/2024                                                                                  | Ramsau      | 5 km (massastart) + HS96  | Ida Marie Hagen | Haruka Kasai         | Minja Korhonen       |
| 21/12/2024                                                                                  | Ramsau      | HS96 + 5 km compact       | Ida Marie Hagen | Nathalie Armbruster  | Gyda Westvold Hansen |
| 18/01/2025                                                                                  | Schonach    | HS100 + 5 km Gundersen    |                 |                      |                      |
| 19/01/2025                                                                                  | Schonach    | HS100 + 5 km compact      |                 |                      |                      |
| Nordic Combined Triple                                                                      |             |                           |                 |                      |                      |
| 31/01/2025                                                                                  | Seefeld     | 5 km (massastart) + HS109 |                 |                      |                      |
| 01/02/2025                                                                                  | Seefeld     | HS109 + 5 km compact      |                 |                      |                      |
| 02/02/2025                                                                                  | Seefeld     | HS109 + 5 km Gundsersen   |                 |                      |                      |
| 07/02/2025                                                                                  | Otepää      | 5 km (massastart) + HS97  |                 |                      |                      |
| 08/02/2025                                                                                  | Otepää      | HS97 + 5 km Gundersen     |                 |                      |                      |
| 09/02/2025                                                                                  | Otepää      | HS97 + 5 km compact       |                 |                      |                      |
| 26 februari tot en met 9 maart: Wereldkampioenschappen noordse combinatie 2025 in Trondheim |             |                           |                 |                      |                      |
| 15/03/2025                                                                                  | Oslo        | HS134 + 5 km Gundersen    |                 |                      |                      |
| 16/03/2025                                                                                  | Oslo        | HS134 + 5 km compact      |                 |                      |                      |

## Gemengd

### Kalender
| Datum      | Plaats | Detail                   | Eerste | Tweede | Derde |
| ---------- | ------ | ------------------------ | ------ | ------ | ----- |
| 06/01/2023 | Otepää | HS97 + 2×5 km + 2×2,5 km |        |        |       |